# シンシア・クール
シンシア・クール（Cynthia Coull、1965年 - ）は、カナダの女子シングルフィギュアスケート選手、ペアフィギュアスケート選手。

## 経歴
1982-83シーズンからシングルとペアを両立させながら競技を続ける。ペアのパートナーはマーク・ローゾン。シングルは1985-86シーズンのNHK杯を最後に競技会には出ていない。

1985年の日本で開かれた世界選手権ではペアでショートプログラムを4位で通過しながら、フリープログラムでミスを連発し、7位にまで下がってしまった。クールは単独の3回転サルコウと、スロー3回転サルコウでバランスを崩し、単独の2回転ループが1回転になる。ローゾンも単独の3回転トウループで失敗した。当時カナダはペアを3組世界選手権に送り込んでおり、ペアの強豪国として知られていた。この大会でマトウセク＆アイスラーが3位に入り、クール＆ローゾンは7位でカナダの派遣された3組の中では最下位となった。女子シングルにもでていたが、コンパルソリーを18位で通過し、最終順位は10位にまで上がった。
大会終了後に2部門に出場したので「疲労が原因ではないか」と聞かれたが「疲労はあまり関係ない、代々木体育館のリンクの氷が硬くて着氷しずらかった。自分たちは高い目標を持っているのでがんばり続ける」と答えた。そして翌年の1986年世界選手権で3位に入賞した。

## 戦績
女子シングル
| Event            | 1982-83 | 1983-84 | 1984-85 | 1985-86 |
| ---------------- | ------- | ------- | ------- | ------- |
| 世界選手権       |         |         | 10      |         |
| カナダ選手権     | 3       | 3       | 2       |         |
| スケートアメリカ |         | 5       |         |         |
| スケートカナダ   |         |         | 8       |         |
| NHK杯            |         |         | 7       | 2       |

ペア (パートナーは　マーク・ローゾン)
| Event            | 1982-83 | 1983-84 | 1984-85 | 1985-86 | 1986-87 |
| ---------------- | ------- | ------- | ------- | ------- | ------- |
| 世界選手権       | 9       | 7       | 7       | 3       | 6       |
| カナダ選手権     | 2       | 3       | 1       | 1       | 1       |
| スケートアメリカ | 4       |         |         |         |         |
| スケートカナダ   |         |         | 2       |         | 1       |
| NHK杯            |         |         | 3       |         |         |